# Всесвітня асоціація дій по захисту дитячого харчування
Всесвітня асоціація дій по захисту дитячого харчування (ІБФАН) — всесвітня організація, яка складається з громадських груп, метою яких є зниження рівня малюкової та дитячої смертності. ІБФАН намагається покращити добробут малюків, дітей молодшого віку, їх матерів та сімей через захист, пропаганду та підтримку грудного вигодовування. ІБФАН працює над всесвітнім та повним втіленням Міжнародного зводу правил про збут замінників грудного молока.